# Distrito de Jabalpur
Jabalpur (en hindi, जबलपुर जिला) es un distrito de la India en el estado de Madhya Pradesh. Código ISO: IN.MP.JA.
Comprende una superficie de 5210 km².
El centro administrativo es la ciudad de Jabalpur.

## Demografía
Según censo 2011 contaba con una población total de 2 460 714 habitantes, de los cuales 1 182 266 eran mujeres y 1 278 448 varones.

## Localidades
- Bhedaghat
- Bilpura